# Quattro modernizzazioni

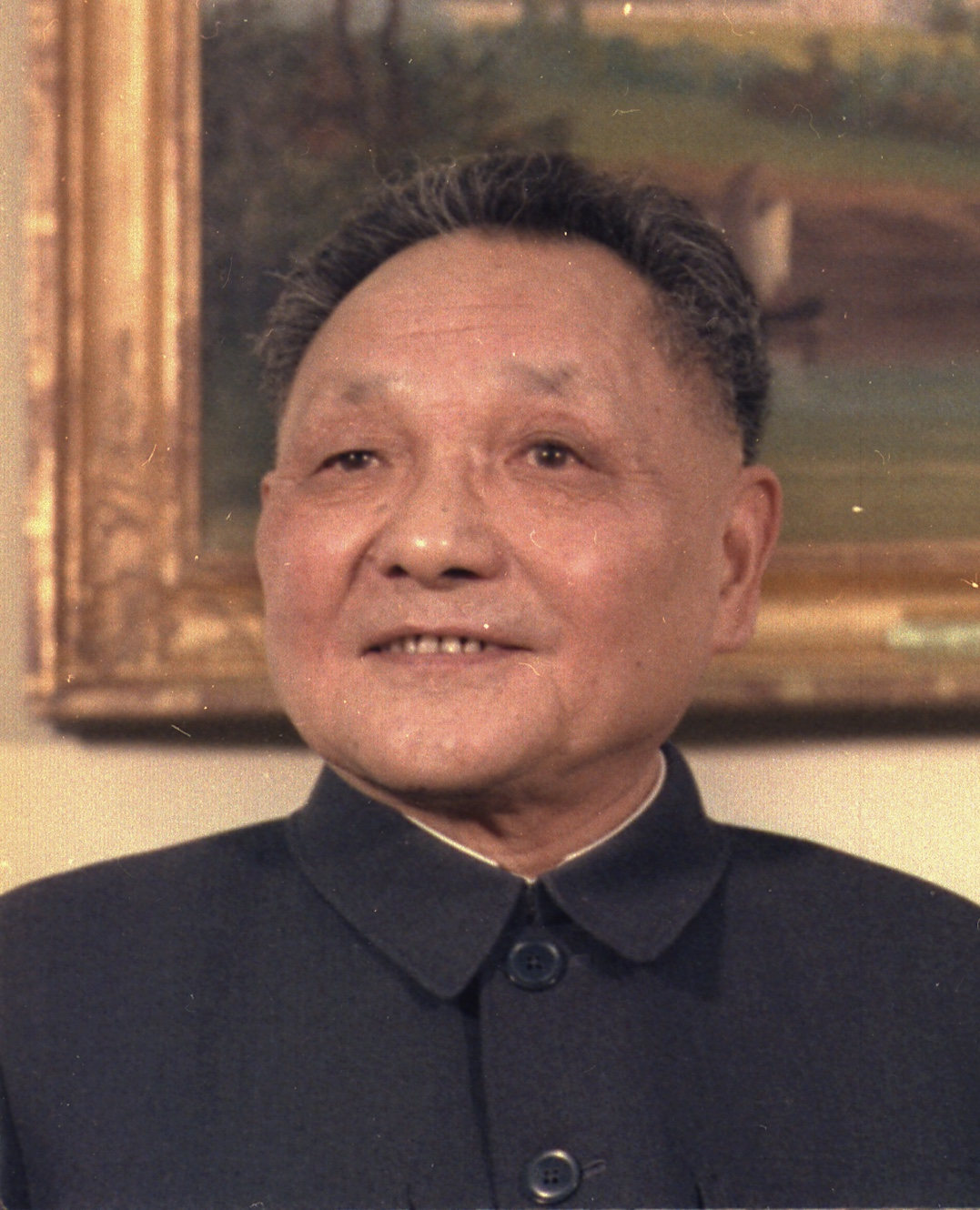
Deng Xiaoping

Quattro modernizzazioni (四个现代化) è una riforma lanciata ufficialmente da Deng Xiaoping nel 1978 (la prima fase di "riforma e apertura").
Deng, allontanato durante la Rivoluzione Culturale, si affermò ai vertici del partito e del governo dopo la morte di Mao Zedong avvenuta nel settembre del 1976. Egli diede vita ad un periodo di riforme ideologiche, politiche, economiche e sociali e in questo contesto si colloca la riforma destinata ad occuparsi di quattro campi: 
1. Agricoltura;
2. Scienza e tecnologia;
3. Industria;
4. Difesa nazionale.

Un'altra riforma fu la riforma del giornalismo (新闻改革) del 1979, che doveva servire a riparare alla credibilità persa dal PCC durante la Rivoluzione Culturale, aprendo – nei limiti posti dal Partito – la comunicazione tra potere e società e limitare la manipolazione mediatica da parte di fazioni del Partito per fini di lotta politica interna. Con tale riforma le agenzie di stampa possono effettivamente costituire "postazioni di reporter" (记者站) nelle varie città cinesi, costituendo dunque una rete di cronisti. L'informazione cinese risultò più ricca e vivace; si ottenne l'ammodernamento dei mezzi di comunicazione di massa e la progressiva commercializzazione nel mondo della comunicazione, anche tramite la pubblicità; il PCC ha subito modificato i metodi di controllo sui media e lo stile ufficiale di propaganda, fattori che di fatto però negano la piena libertà di stampa ed opinione. Tuttavia, la vecchia concezione di Mao, ovvero che i mezzi di comunicazione di massa hanno funzione prevalentemente di propaganda ideologica e mobilitazione politica, ha lasciato spazio al sostegno delle riforme ed al miglioramento della comunicazione tra popolo e Partito. Deng, come motto di governo, a tal proposito riutilizzò un chengyu (成语) risalente al Libro degli Han, (e che in precedenza era già stato usato anche da Mao): "实事求是", ovvero "cercare la verità nei fatti".
La proposta del progetto delle Quattro Modernizzazioni fu lanciata per la prima volta nel 1964 da Hu Yaobang e di nuovo da Hua Guofeng e Zhou Enlai nel 1975. Dopo il lancio definitivo, avvenuto nel dicembre 1978, il progetto venne rivisto e per la prima volta fu espressa la volontà di “costruire un paese socialista di alto grado di civilizzazione e democrazia entro il 2000”.
Il termine democrazia era l'oggetto di una quinta modernizzazione promossa dai riformisti come Wei Jingsheng che nei suoi scritti l'aveva invocata con forza. Secondo l'autore, la quinta modernizzazione (vale a dire la riforma politica in senso liberale), avrebbe, da sola, potuto portare alla realizzazione delle altre quattro. L'intenzione della leadership però era quella di aprirsi lentamente al mercato mantenendo il sistema politico tipico del socialismo, non mettendo cioè minimamente in discussione il controllo del partito.
Le quattro modernizzazioni vennero progettate per fare della Cina una delle più grandi potenze economiche dal XXI secolo e da questo punto di vista realizzarono totalmente il loro obiettivo. La Repubblica Popolare Cinese, pur avviata verso l'autosufficienza economica, ha deciso di accelerare il processo di modernizzazione aumentando il volume del commercio con l'estero, aprendo i suoi mercati al Giappone e all'Occidente. La crescita, trainata dall'aumento delle esportazioni, consentì ai cinesi di avanzare finanziariamente attraverso investimenti stranieri, un mercato più aperto, l'accesso alle tecnologie avanzate e un'accresciuta competenza manageriale.